# 일리아스 일리아디스
일리아스 일리아디스(그리스어: Ηλίας Ηλιάδης, 1986년 10월 10일~)는 혹은 자르지 즈비아다우리(조지아어: ჯარჯი ზვიადაური)는 조지아 태생 그리스의 유도 선수이다. 올림픽에 4회 참가하여(2004~2016) 2004년 하계 올림픽 남자 하프미들급에서 금메달을 획득했다. 이후 2012년 하계 올림픽에서 동메달을 획득했다.
사촌인 주라브 즈비아다우리도 올림픽 유도 금메달리스트이다. 2019년에는 우즈베키스탄 유도 대표팀 코치가 되었다.